# Fastball (band)
Fastball er et amerikansk 90'er band dannet i Austin, Texas. Bandet hed oprindeligt "Magneto U.S.A." men ændrede navn da de blev taget om bord af Hollywood Records.
Debutalbummet Make Your Mama Proud udkom i 1996. Opfølgeren All the Pain Money Can Buy udkom i 1998 og opnåede stor succes i U.S.A. 